# Dynamic Network Services Inc.
Dynamic Network Services Inc. (Dyn) egy 2001-ben USA-ban alapított internetszolgáltató cég, szolgáltatásaik körébe az internet monitorizálás, ellenőrzés, az online infrastruktúra ellenőrzése, domain regisztráció és e-mail-szolgáltatás tartozik.
A céget 2016-ban az Oracle Corporation felvásárolta. 

## Története
A  Dyn, Inc.-t  2001-ben közösségi portálként huszonévesen  indította  Jeremy Hitchcock, Tom Daly, Tim Wilde és Chris Reinhardt egyetemi éveik alatt a Worcester Polytechnic Institute-on (Massachusetts, USA)..  Indulásakor a Dyn a diákok számára a laboratóriumi  számítógépek és nyomtatók távoli hozzáférését biztosította, majd a projekt tovább bővült a domain név  rendszer (DNS) szolgáltatásával.
Az első jelentős továbblépésük az ingyenes dinamikus DNS rendszerük, a  DynDNS.  A projekt fennmaradásához 25,000 USD szükségeltetett, melyet 40,000 USD-re emeltek.
Kezdetben anyagi bázisát adományokon keresztül elérő rendszer 2008-ban átalakult szolgáltatásukat díjazásként nyújtó vállalkozássá. Fejlesztésük eredményeként a domainnév kiszolgáló rendszerben (DNS) tárolt domain neveket automatikusan real time módosítani tudó DynECT vállalkozás tevékenységébe bevonta start up menedzserként Kyle York-t, Gray Chynoweth-t és Cory von Wallenstein-t, aminek eredményeként a cég üzleti része jelentősen fellendült.
A startup cég 2011-ben londoni irodáját is megnyitja, az EMEA angliai központját viszont  Brighton-ba helyezik. Ugyanebben az évben az USA-ban a Dyn Inc. áthelyezi székhelyét Manchester-be (New Hampshire, Egyesült Államok).
2012-ben a már 2.000 céges partnerrel rendelkező  Dyn - köztük az internetes rádió, Pandora, valamint Twitter, Zappos és CNBC – a North Bridge Venture Partners bevonásával kockázati tőkéjét több lépésben, összességében 38 millió USD-re emelte,  egyúttal még megtartva önállóságát.
2013. augusztusban a cég az Internet performance industry számára rendezett nyári üzleti konferenciáit a Geek Summer Camp-t  indította a felújított, saját székházukban Manchester-ben.
2014-ben bejelentette, hogy 2014 májusától megszünteti ingyenes hostname szolgáltatását.
2014. szeptemberben elindították a Dyn Internet Intelligence-t, egy SaaS alapú terméküket.
2016-ban további 50 millió USD törzstőke emelést hajtott végre a Pamplona Capital Management bevonásával,  elindította új internet performance management platformját.
2016. november 21-én a Dynamic Network Services Inc. bejelentette beleegyezik, hogy az Oracle Corporation 600 millió USD-ért felvásárolja a céget.

### 2016. októberihackertámadás
2016. október 21-én a Dyn hálózatát ért hacker támadás során nem csak a Dyn-t, de számos jelentős internetes szolgáltatót is kár érte: Twitter, Reddit, GitHub, Amazon, Netflix, Spotify, Runescape. A Dyn saját honlapja elérhetetlenné vált.

## Külső hivatkozások
- A cég hivatalos honlapja

## Fordítás
Ez a szócikk részben vagy egészben  a   Dyn (company) című angol Wikipédia-szócikk ezen változatának fordításán alapul.  Az eredeti cikk szerkesztőit annak laptörténete sorolja fel. Ez a jelzés csupán a megfogalmazás eredetét és a szerzői jogokat jelzi, nem szolgál a cikkben szereplő információk forrásmegjelöléseként.